# Coupe d'Europe des nations de rugby à XIII 1938-1939
Navigation
Édition précédente Édition suivante
La Coupe d'Europe des nations de rugby à XIII 1939 est la cinquième édition de la Coupe d'Europe des nations de rugby à XIII, elle se déroule du 5 novembre 1938 au 16 avril 1939, et oppose l'Angleterre, la France et le Pays de Galles. Ces trois nations composent le premier niveau européen.
La France remporte son premier titre européen.

## Classement
| Groupe |                |   |   |   |   |    |    |     |
|        | Équipe         | J | V | N | D | PP | PC | Pts |
| 1      | France         | 2 | 2 | 0 | 0 | 28 | 19 | 4   |
| 2      | Pays de Galles | 2 | 1 | 0 | 1 | 27 | 25 | 2   |
| 3      | Angleterre     | 2 | 0 | 0 | 2 | 18 | 29 | 0   |

| 5 novembre 1938 | Pays de Galles | 17 - 9  | Angleterre     | Stebonheath Park, Llanelli |
| 25 février 1939 | Angleterre     | 9 - 12  | France         | Knowsley Road, St Helens   |
| 16 avril 1939   | France         | 16 - 10 | Pays de Galles | Parc Lescure, Bordeaux     |

## Les équipes

### France
| Nom               | Âge | Matchs (Ptsmarqués) pendant l'édition | Club               |
| ----------------- | --- | ------------------------------------- | ------------------ |
| Antoine Blain     | 27  | 2 (3)                                 | Côte basque        |
| Louis Brané       | 27  | 2 (3)                                 | Toulouse           |
| Pierre Brinsolles | 30  | 2 (0)                                 | Villeneuve-sur-Lot |
| André Bruzy       | 28  | 2 (3)                                 | XIII Catalan       |
| Maurice Brunetaud | 26  | 2 (0)                                 | Villeneuve-sur-Lot |
| Étienne Cougnenc  | 26  | 2 (6)                                 | Villeneuve-sur-Lot |
| Jean Dauger       | 19  | 2 (3)                                 | Roanne             |
| Joseph Desclaux   | 27  | 2 (6)                                 | Bordeaux           |
| Henri Durand      | 23  | 2 (0)                                 | Villeneuve-sur-Lot |
| Henri Gibert      | 24  | 2 (0)                                 | Roanne             |
| François Noguères | 26  | 2 (0)                                 | XIII Catalan       |
| Max Rousié        | 26  | 2 (4)                                 | Roanne             |
| Raphaël Saris     | 23  | 2 (0)                                 | Toulouse           |

#### Pays de Galles - Angleterre
| Rang | Nation         | Points | Diff |
| ---- | -------------- | ------ | ---- |
| 1    | Pays de Galles | 2      | + 8  |
| 2    | France         | 0      | 0    |
| 3    | Angleterre     | 0      | - 8  |

#### Angleterre - France
(mt : 6 - 3)
Points marqués :
- Angleterre : 3 essais de Brogden, Morrell et Thacker.
- France : 4 essais de Brané, Cougnenc, Dauger et Desclaux.

Évolution du score :
Arbitre :  G. Philipps
Spectateurs : 8 557
Compositions des équipes
- Angleterre : Billy Belshaw (c) - Eric Batten, Cyril Morrell, Jim Croston, Stan Brogden - Frank Tracey (o), Les Adams (m) - Harold Ellerington, Hugh McDowell, Mick Exley, Alec Higgins, Edgar Brooks, Lawrence Thacker - Entraîneur :
- France : Max Rousié (c) - Etienne Cougnenc, Joseph Desclaux, François Noguères, Raphaël Saris - Jean Dauger (o), Pierre Brinsolles (m) - André Bruzy, Henri Durand, Henri Gibert,Louis Brané, Antoine Blain, Maurice Brunetaud  - Entraîneur : Pas de sélectionneur officiel

Dans l'optique de cette rencontre, la France dispute une rencontre de sélection le 5 février 1939 à Narbonne où sont réunis tous les possibles joueurs qui disputeront le match France-Angleterre. Jacques Labrousse est pressenti pour occuper le poste de deuxième ligne avec pour partenaire Louis Brané mais c'est Antoine Blain qui est préféré, tout comme sur le poste de troisième Maurice Brunetaud est préféré à Rivière.
| Rang | Nation         | Points | Diff |
| ---- | -------------- | ------ | ---- |
| 1    | Pays de Galles | 2      | + 8  |
| 2    | France         | 2      | + 3  |
| 3    | Angleterre     | 0      | - 11 |

#### France - Pays de Galles
(mt : 5 - 0)
Points marqués :
- France : 4 essais de Blain, Bruzy, Cougnenc et Desclaux  ; 2 buts de Rousié.
- Pays de Galles : 2 essais de Thomas et Williams ; 2 buts de Sullivan.

Évolution du score :
Arbitre : J. Webb
Spectateurs : 25 000
Compositions des équipes
- France : François Noguères - Etienne Cougnenc, Max Rousié (c), Jean Dauger, Raphaël Saris - Joseph Desclaux (o), Pierre Brinsolles (m) - Maurice Brunetaud, Louis Brané, Antoine Blain, André Bruzy, Henri Durand, Henri Gibert - Entraîneur :
- Pays de Galles : Jim Sullivan - Des Case, Dennis Madden, Gus Risman, Alan Edwards - Oliver Morris (o), Cliff Evans (m) - Dai Prosser, Jim Regan, Frank Whitcombe, Harold Thomas, Emrys Hughes, Gwyn Williams - Entraîneur  :

| Rang | Nation         | Points | Diff |
| ---- | -------------- | ------ | ---- |
| 1    | France         | 4      | + 9  |
| 2    | Pays de Galles | 2      | - 1  |
| 3    | Angleterre     | 0      | - 11 |